# 掘罗勿
掘罗勿（？—840年），一译勿笃。彰信可汗时回鹘汗国宰相。
839年，回鹘汗国宰相安允合、特勒柴革谋乱，被彰信可汗杀死。宰相掘罗勿正率兵在外，他听说后用三百匹马贿赂沙陀酋长朱邪赤心，一起攻打彰信可汗。彰信可汗兵败自杀，回鹘国人立㕎馺特勒为署飒可汗。草原发生疾疫，天下大雪，羊马大批死亡，回鹘逐渐衰落。840年，回鹘偏将句录莫贺引黠戛斯十万骑兵攻打掘罗勿，结果，大败他的兵马，杀死㕎馺可汗和掘罗勿，失回鹘牙帐。一说掘罗勿即㕎馺特勤。